# Earlville (New York)
Pour les articles homonymes, voir Earlville.
Earlville est un village situé dans les comtés de Chenango et Madison, dans l'État de New York, aux États-Unis. En 2010, il comptait une population de 872 habitants, estimée au 1er juillet 2019 à 805 habitants.

## Démographie
Lors du recensement de 2010, le village comptait une population de 872 habitants. Elle est estimée, en 2019, à 805 habitants.